# كفر عبده (الإسكندرية)

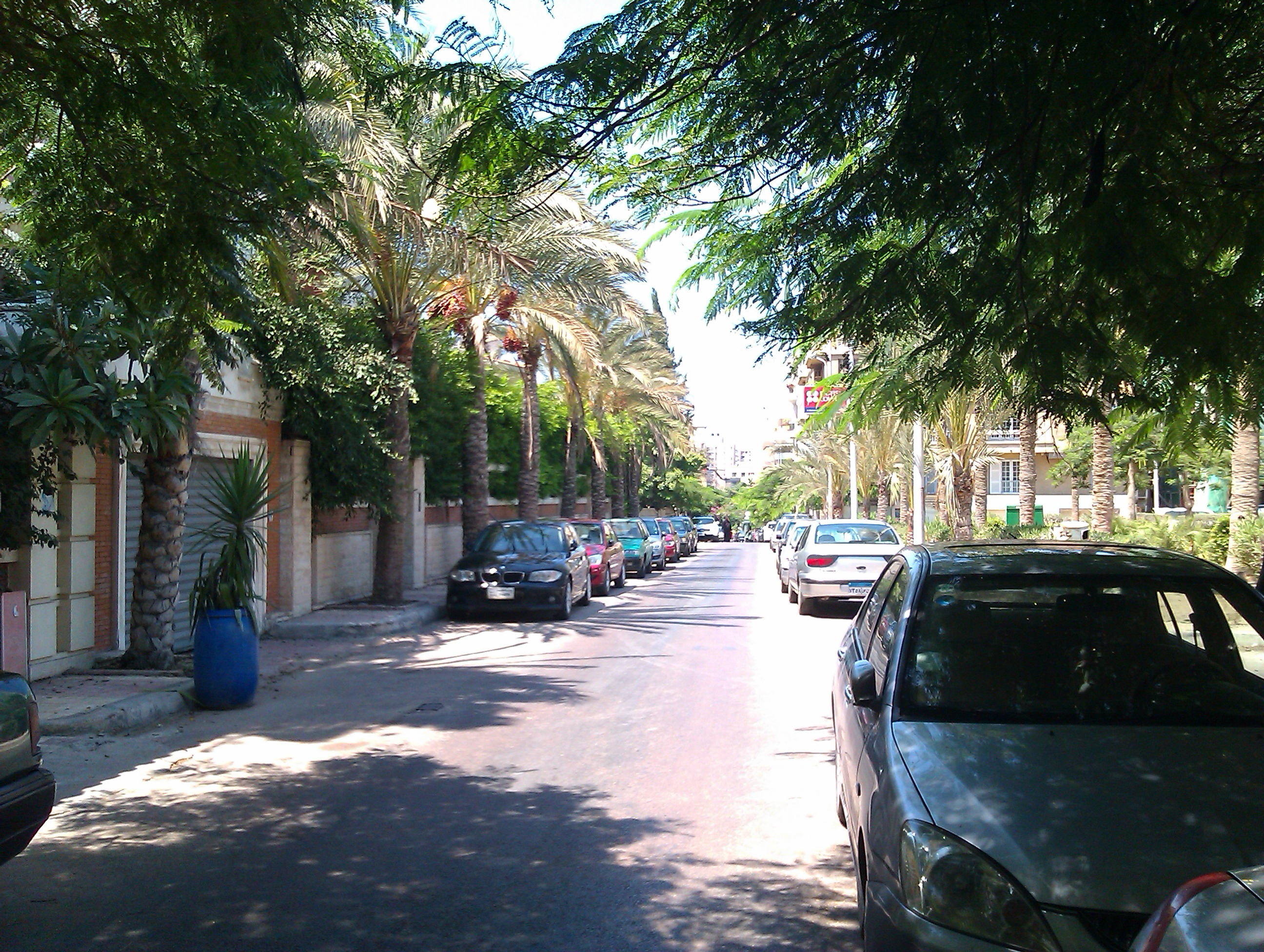
شارع «كفر عبده» بحي «رُشدي» المجاور، سُميت المنطقة باسمه

كَفر عَبْدُه أحد مناطق حي شرق بمدينة الإسكندرية، بين سيدي جابر و«رشدي» والظاهرية. تضم بين جنباتها أكثر من 80 قصراً وفيلا أثرية وتاريخية أشهرها فيلا الأميرة فايزة شقيقة الملك فاروق، وقصر قرداحي. ويوجد بها أكثر من 80 فيلا وقصراً تاريخياً وأثرياً، وكان المندوب السامي البريطاني «كيتشنر» يمتلك فيلا بالكفر، فضلاً عن الفيلات الأخري والقصور التي يملكها السياسيون والشخصيات المهمة والأجنبية من اليونانيين والإيطاليين علي وجه الخصوص. وبعد حكم المحكمة الدستورية العليا المصرية بإلغاء قرار مجلس الوزراء المصري بحظر إزالة الفيلات والقصور التاريخية قانونيًا، عجز رؤساء الأحياء والمسؤولون بالمحافظة عن التصدي لمن يهدمها بسبب غياب التشريع ووضع آليات تنفيذية.

خلال ثورة عام 2011 ، طوق الجيش المصري الحي، مع السماح فقط لسكان المنطقة بالدخول لمنع النهب. كفر عبده تشتهر بالشوارع المصطفة بالأشجار والعديد من المقاهي.